# Passage Dauphine
Passage Dauphine är en gata i Quartier de la Monnaie i Paris 6:e arrondissement. Passage Dauphine, som börjar vid Rue Dauphine 30 och slutar vid Rue Mazarine 27, är uppkallad efter dauphin Ludvig XIII.

## Omgivningar
- Saint-Germain-des-Prés
- Boulevard Saint-Germain
- Square Gabriel-Pierné
- Musée national Eugène-Delacroix
- Place de Furstemberg
- Rue de Furstemberg
- Passage du Pont-Neuf
- Salle du Jeu de paume de la Bouteille

## Bilder
| - Passage Dauphine. - Passage du Pont-Neuf. Fotografi av Eugène Atget. - Saint-Germain-des-Prés. |

## Kommunikationer
- Tunnelbana – linjerna   – Odéon
- Busshållplats Mazarine – Paris bussnät, linjerna 58 70

### Webbkällor
- ”Passage Dauphine”. Mairie de Paris. http://www.v2asp.paris.fr/commun/v2asp/v2/nomenclature_voies/Voieactu/2590.nom.htm. Läst 23 april 2021.
- ”Passage Dauphine”. Les rues de Paris. https://www.parisrues.com/rues06/paris-06-passage-dauphine.html. Läst 23 april 2021.